# Еміль Дран

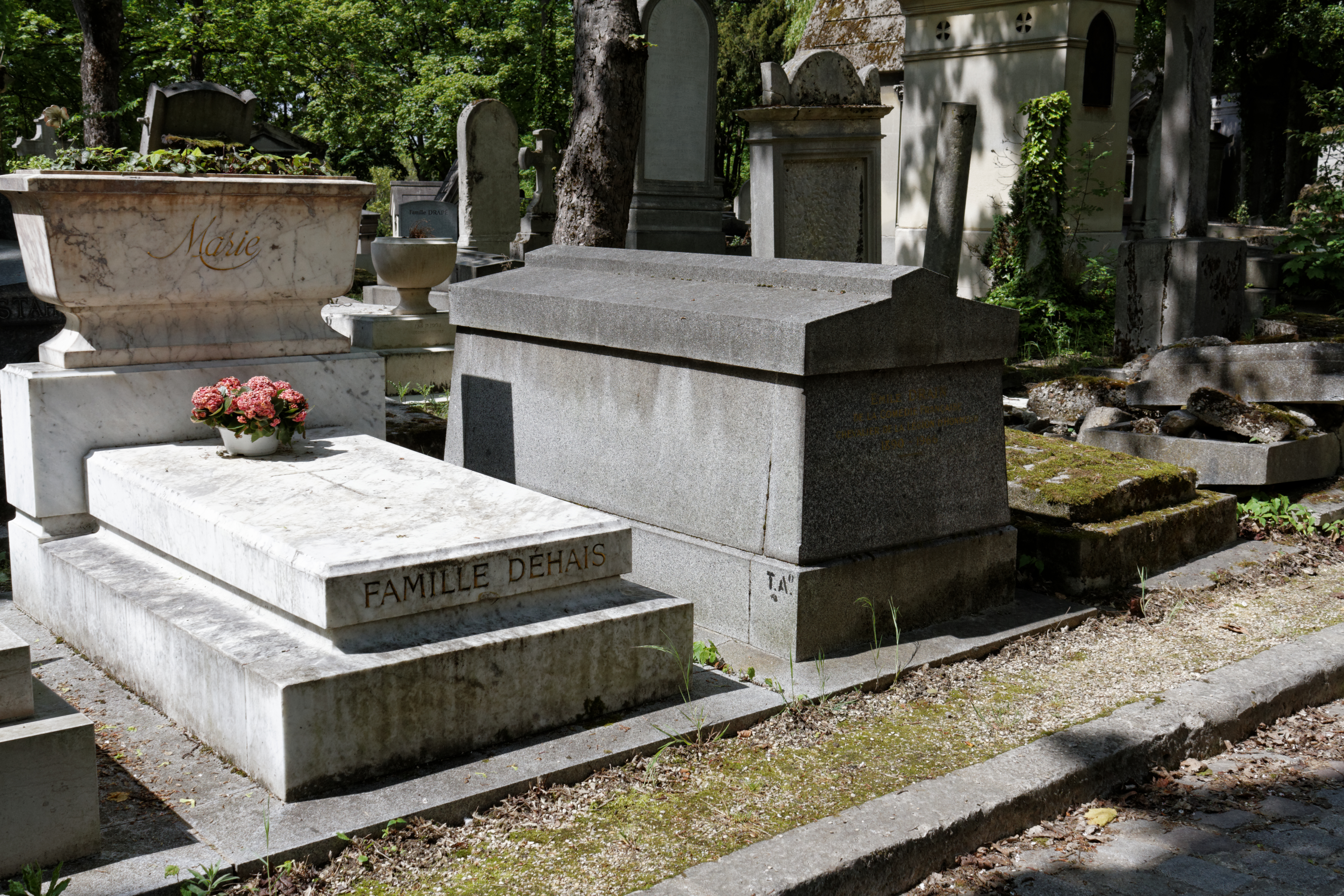
Могила Еміля Драна на кладовищі Пер-Лашез

Емі́ль Дран (фр. Émile Drain, повне ім'я Еміль П'єр Шарль Дран (фр. Émile Pierre Charles Drain); 1 лютого 1890, Париж, Франція — 22 листопада 1966, там же) — французький актор театру та кіно.

## Біографія
Еміль Дран відомий як актор, який найбільше зіграв роль Наполеона I в кіно. Чотири рази з десяти він втілив образ французького імператора у фільмах Саша Гітрі: в «Перлинах корони» (1937), «Пройдемося по Єлисейських Полях» (1938), «Кульгавому дияволі» (1948) та «Якби мені розповіли про Версаль» (1953). Знімався також у фільмах Віктора Турянського, Жака Беккера, Жульєна Дювів'є, Андре Каятта, Марселя Карне та ін., загалом зігравши ролі у майже 40 фільмах.
З 1920 по 1928 рік Еміль Дран входив до трупи театру Комеді Франсез. Грав також на сценах Театру Матурінів, Театру Пігаль, Театру Мадлен, Театру Маріньї та ін.
Еміль Дран похований на кладовищі Пер-Лашез у Парижі.

## Фільмографія (вибіркова)
| Рік  |     | Назва українською              | Оригінальна назва                | Роль                       |
| ---- | --- | ------------------------------ | -------------------------------- | -------------------------- |
| 1910 | к/м | Після падіння Орла             | Après la chute de l'Aigle        |                            |
| 1918 | к/м | Три родини                     | Trois familles                   |                            |
| 1920 | к/м | Тато, добре серце              | Papa bon coeur                   | Marcel Daubenton           |
| 1921 |     | Драма Наполеона                | Un drame sous Napoléon           | Наполеон                   |
| 1922 |     | Орля                           | L'aiglonne                       | Наполеон                   |
| 1923 |     | Історичний замок               | Château historique               | Гастон Бодуен              |
| 1925 |     | Мадам Сен-Жен                  | Madame Sans-Gêne                 | Наполеон                   |
| 1927 |     | Бойовий Орел                   | The Fighting Eagle               | Наполеон                   |
| 1928 |     | Мадам Рекам'є                  | Madame Récamier                  | Наполеон                   |
| 1931 |     | Орля                           | L'aiglon                         | Наполеон                   |
| 1932 |     | Фіалки імператриці             | Violettes impériales             | Наполеон III               |
| 1934 |     | Казанова                       | Casanova                         | єпископ Берніс             |
| 1936 |     | Життя належить нам             | La vie est à nous                | Старий Бертин              |
| 1937 |     | Перлини корони                 | Les perles de la couronne        | Наполеон I (1815)          |
| 1938 |     | Безрадісна вулиця              | La rue sans joie                 | президент                  |
| 1938 |     | Повернемося на Єлісейські поля | Remontons les Champs-Élysées     | Наполеон I                 |
| 1943 |     | Бал перехожих                  | Le bal des passants              | доктор Бодуен              |
| 1946 |     | Ганьба і помста пана Роже      | La revanche de Roger la Honte    | хірург                     |
| 1946 |     | Паніка                         | Panique                          | мосьє Бротей               |
| 1946 |     | Червона кермеса                | La kermesse rouge                | домініканський преподобний |
| 1947 |     | Антуан і Антуанетта            | Antoine et Antoinette            | батько нареченого          |
| 1948 |     | Круїз для невідомого           | Croisière pour l'inconnu         | акціонер                   |
| 1948 |     | Закохані є одні у світі        | Les amoureux sont seuls au monde | критик                     |
| 1948 |     | Кульгавий диявол               | Le diable boiteux                | Наполеон I                 |
| 1950 |     | Марі з порту                   | La Marie du port                 | лікар                      |
| 1950 |     | Правосуддя відбулося           | Justice est faite                | професор Дютуа             |
| 1955 |     | Якби нам розповіли про Париж   | Si Paris nous était conté        | Віктор Гюго                |
| 1955 |     | Країна, звідки я родом         | Le Pays d'où je viens            |                            |